# Crocodilosa leucostigma
Crocodilosa leucostigma là một loài nhện trong họ Lycosidae.
Loài này thuộc chi Crocodilosa. Crocodilosa leucostigma được Eugène Simon miêu tả năm 1885.